# Montezumas Datter
Montezumas Datter er en amerikansk stumfilm fra 1917 af Cecil B. DeMille.

## Medvirkende
- Wallace Reid som Alvarado
- Raymond Hatton som Montezuma
- Hobart Bosworth som Cortez
- Theodore Kosloff som Guatemoco
- Walter Long som Taloc